# Uslar
Uslar is een plaats en gemeente in de Duitse deelstaat Nedersaksen, gelegen in het Landkreis Northeim. De stad telt 14.068 inwoners. Naburige steden zijn onder andere Göttingen, Kassel en Paderborn.

## Stadsdelen
| Stadsdeel       | Inwonertal ultimo 2020 | Oudste vermelding (jaartal/periode) | Ligging, tenzij anders vermeld, t.o.v. centrum Uslar (N=noord, ZW=zuidwest, enz.) |
| --------------- | ---------------------- | ----------------------------------- | --------------------------------------------------------------------------------- |
| Ahlbershausen   | 136                    | 1071                                | 5 km Z                                                                            |
| Allershausen    | 571                    | rond 900                            | 1 km ZO                                                                           |
| Bollensen       | 445                    | 1015                                | 3,5 km O                                                                          |
| Delliehausen    | 547                    | onbekend                            | 2,5 km N van Volpriehausen                                                        |
| Dinkelhausen    | 306                    | 1303                                | 3,5 km O                                                                          |
| Eschershausen   | 466                    | 1318                                | 2 km N                                                                            |
| Fürstenhagen    | 325                    | 16e eeuw                            | 9 km Z; exclave in Wesertal (Hessen)                                              |
| Gierswalde      | 243                    | 1293                                | 6,5 km O                                                                          |
| Kammerborn      | 250                    | 1436                                | 5 km NW                                                                           |
| Offensen        | 305                    | 1318                                | 8,5 km ZZO                                                                        |
| Schlarpe        | 390                    | 11e eeuw, 1315                      | 2 km ZO van Volpriehausen                                                         |
| Schönhagen      | 930                    | 1429                                | 7 km NW                                                                           |
| Schoningen      | 814                    | 1071                                | 4,5 km ZO                                                                         |
| Sohlingen       | 579                    | 963                                 | 3 km NW                                                                           |
| Uslar (stad)    | 5.527                  | 1007                                | -                                                                                 |
| Vahle           | 241                    | 1141                                | 2 km NO                                                                           |
| Verliehausen    | 364                    | 1318                                | 6,5 km ZZO                                                                        |
| Volpriehausen   | 1.193                  | 1242                                | 8 km O (met station)                                                              |
| Wiensen         | 574                    | 11e eeuw                            | 2 km ZW                                                                           |
| Totaal gemeente | 14.206                 | -                                   | -                                                                                 |

Stand 31  december 2020

## Verkeer, infrastructuur

### Wegverkeer
De belangrijkste verkeersader in Uslar is de Bundesstraße 241, die onder de merkwaardige naam Auschnippe in noordwestelijke richting de stad uit leidt. Te Schönhagen splitst de Bundesstraße 497 naar Holzminden af, de B 241 buigt er westwaarts af naar de brug over de Wezer te Beverungen.
Zuidoostwaarts splitst te Allershausen een provinciale weg naar Adelebsen en Hardegsen af. Te Hardegsen kan men oostwaarts naar afrit 71 van de Autobahn A7 rijden of rechtdoor naar Nörten-Hardenberg, dat weer 10 km ten noorden ligt van de dichtst bij Uslar gelegen grote stad, Göttingen.
Nog een andere belangrijke provinciale weg loopt van Dassel, 20 km ten noorden van Uslar,  door Uslar heen naar Wahlsburg en de brug over de Wezer bij Gieselwerder (12 km voorbij Uslar).
Uslar is tamelijk bekend bij liefhebbers van motoren. Er is ten oosten van het stadje aan de B 241 een speciaalzaak in motoren van de Honda GoldWing-serie gevestigd. Motorliefhebbers uit geheel Duitsland komen graag bijeen in de omgeving van deze motorzaak, waar ook een op hen afgestemd horecabedrijf gevestigd is. 

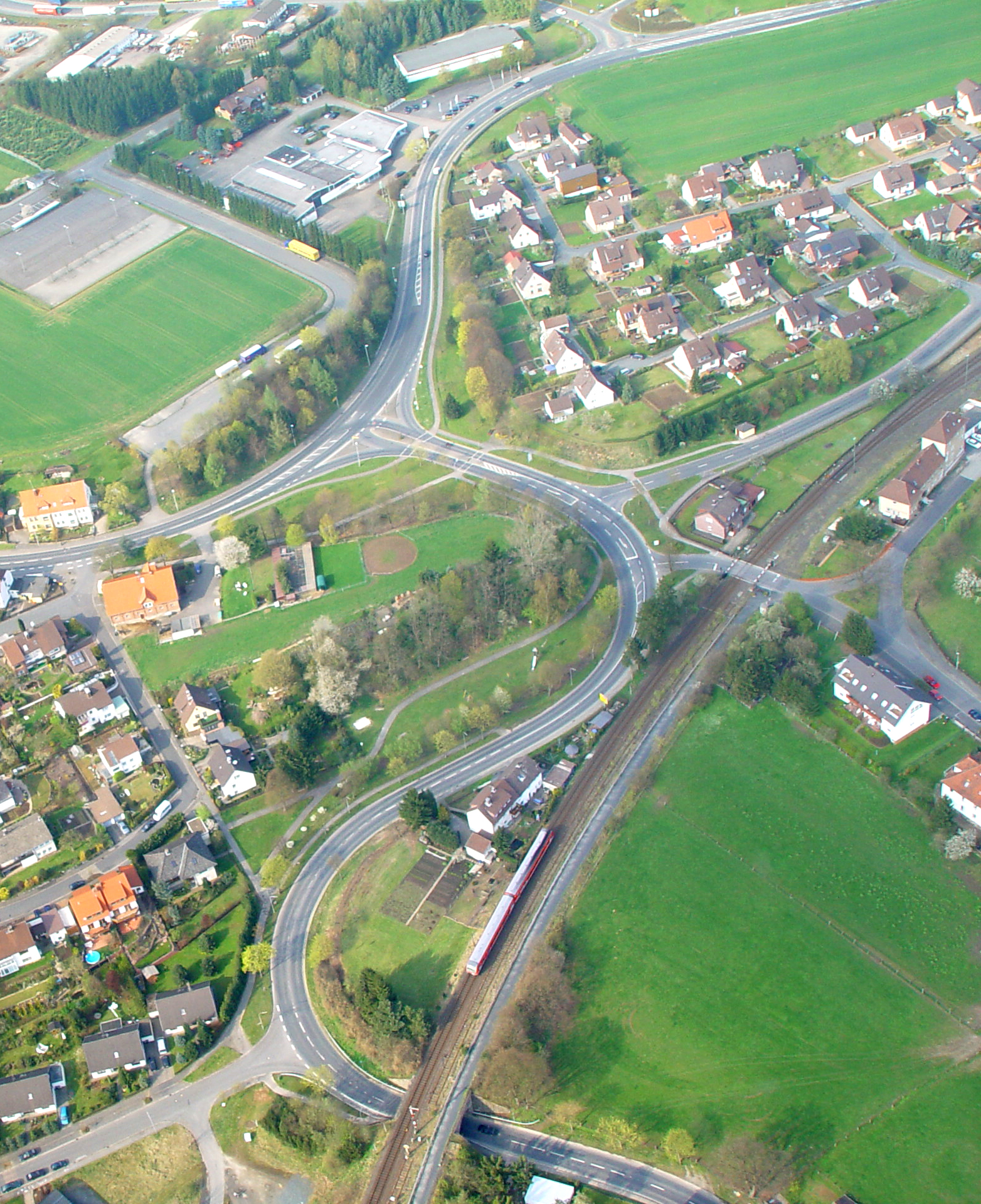
Verkeersknooppunt Allershausen met de B 241, de weg naar Adelebsen en de spoorlijn
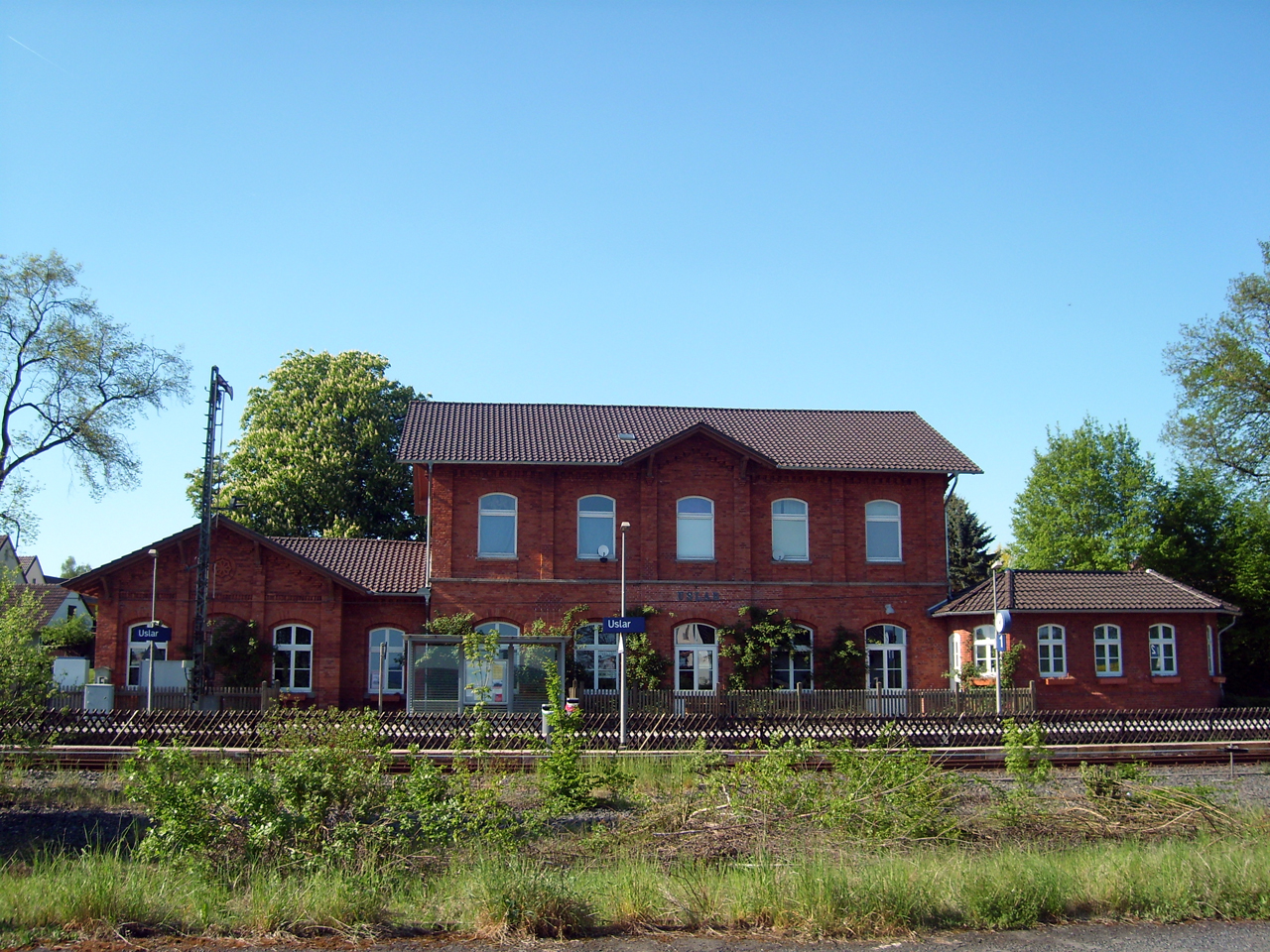
Cultureel centrum, voormalig station Uslar (foto uit 2008)

### Trein en bus
Aan de in 1878 geopende  spoorlijn Ottbergen - Northeim liggen twee voor reizigersvervoer beschikbare stopplaatsen: het sinds 1988 zo geheten Station Uslar (bij het dorp Allershausen) en Station Volpriehausen. Station Uslar was tot 1988 de naam van een station aan de westzijde van het centrum van Uslar. Dat lag aan een zijspoortje van deze lijn, dat in 1988 is opgebroken en plaats heeft gemaakt voor een voetpad van Allershausen naar de binnenstad v.v.. Het voormalige stationsgebouw van Uslar, dat tot cultuur- en jongerencentrum is ombestemd, staat bij de huidige spoorweghalte, dus bij Allershausen.
De spoorlijn Göttingen - Bodenfelde komt langs de halte te Verliehausen. Deze werd in 1988 gesloten, maar sedert 2014 wordt er over een heropening van dit stationnetje voor reizigersvervoer gesproken. Anno 2024 was de discussie hierover nog steeds gaande, zonder dat duidelijk was geworden welke beslissing er volgde.
Lijnbussen rijden vanuit Uslar van en naar Göttingen, via Adelebsen, alsmede van en naar Holzminden, via Neuhaus im Solling.

### Overig
Ten westen van het stadje ligt een klein vliegveld voor de zweefvliegsport, Flugplatz Uslar. Het vliegveldje, waar ook hobby- en sportvliegtuigjes tot twee ton gewicht mogen opstijgen en landen, heeft de ICAO-code EDVD.

## Economie
De belangrijkste industrie in de stad is de grootmetaalsector. O.a. Demag (hijs- en portaalkranen) heeft er een nevenvestiging. Verder zijn er een (kleine) fabriek van ijzeren onderdelen van bruggen, een ijzergieterij en twee kleine fabrieken van metalen auto-onderdelen gevestigd.
Van de eens belangrijke meubelindustrie te Uslar is één bedrijf, Ilse Solutions, overgebleven. Het ontsnapte aan een faillissement door in zijn aanbod van houten op metalen meubelen, zoals tafeltjes voor in caravans, over te schakelen. Deze worden ook naar Nederland geëxporteerd. Anno 2017 werkten er circa 150 mensen.
De, vanaf circa 2000 vanwege de hoge werkloosheid beruchte, gemeente streeft naar uitbreiding van de (na de crisis in de meubelindustrie zeer schaarse) werkgelegenheid, door twee gebieden in de dienstensector te promoten: het toerisme (vooral vanwege de fraaie ligging in het Wezerbergland), en ten tweede, mede met het ook op de ook hier sterke vergrijzing, het creëren van uiteenlopende woon- en zorgfaciliteiten voor ouderen, met inbegrip van een in behandeling van dementie gespecialiseerd psychiatrisch ziekenhuis.

## Geschiedenis
Zie ook Volpriehausen (periode 1850-heden).
Op de locatie van Uslar, een zompig beekdal met  vruchtbare lössgrond, woonden, blijkens archeologische opgravingsresultaten, in de Jonge Steentijd reeds mensen. In de vroege middeleeuwen ontstond rondom een kerkje de plaats Uslar, die in de 12e eeuw een grensplaats werd tussen graafschappen en hertogdommen, en dus een twistappel tussen hun heren ( o.a. de graven Von Northeim  en de graven Von Dassel) was. In 1263 verleende hertog Albrecht I van Brunswijk van het Vorstendom Brunswijk-Wolfenbüttel aan Uslar stadsrechten.  Deze heren lieten voor hun vazallen in Uslar rond 1300 een kasteel bouwen. Hiervan is niets meer bewaard gebleven. In 1423 werd de stad ommuurd.
In 1342 en 1398 deden adellijke heren in de omgeving ruime uitdelingen van brood aan de armen in Uslar en omgeving. Deze uitdelingen, Spenneweih genaamd, worden nog steeds herdacht tijdens een jaarlijks volksfeest, dat op de tweede zondag voor Pasen wordt gehouden.
Van 1485 tot 1642 deden zich regelmatig epidemieën van gevaarlijke, dodelijke ziektes voor in Uslar. Ook stadsbranden (1641, 1819) en oorlogsgeweld (Dertigjarige Oorlog, Zevenjarige Oorlog (1756-1763)) teisterden de plaats diverse malen.

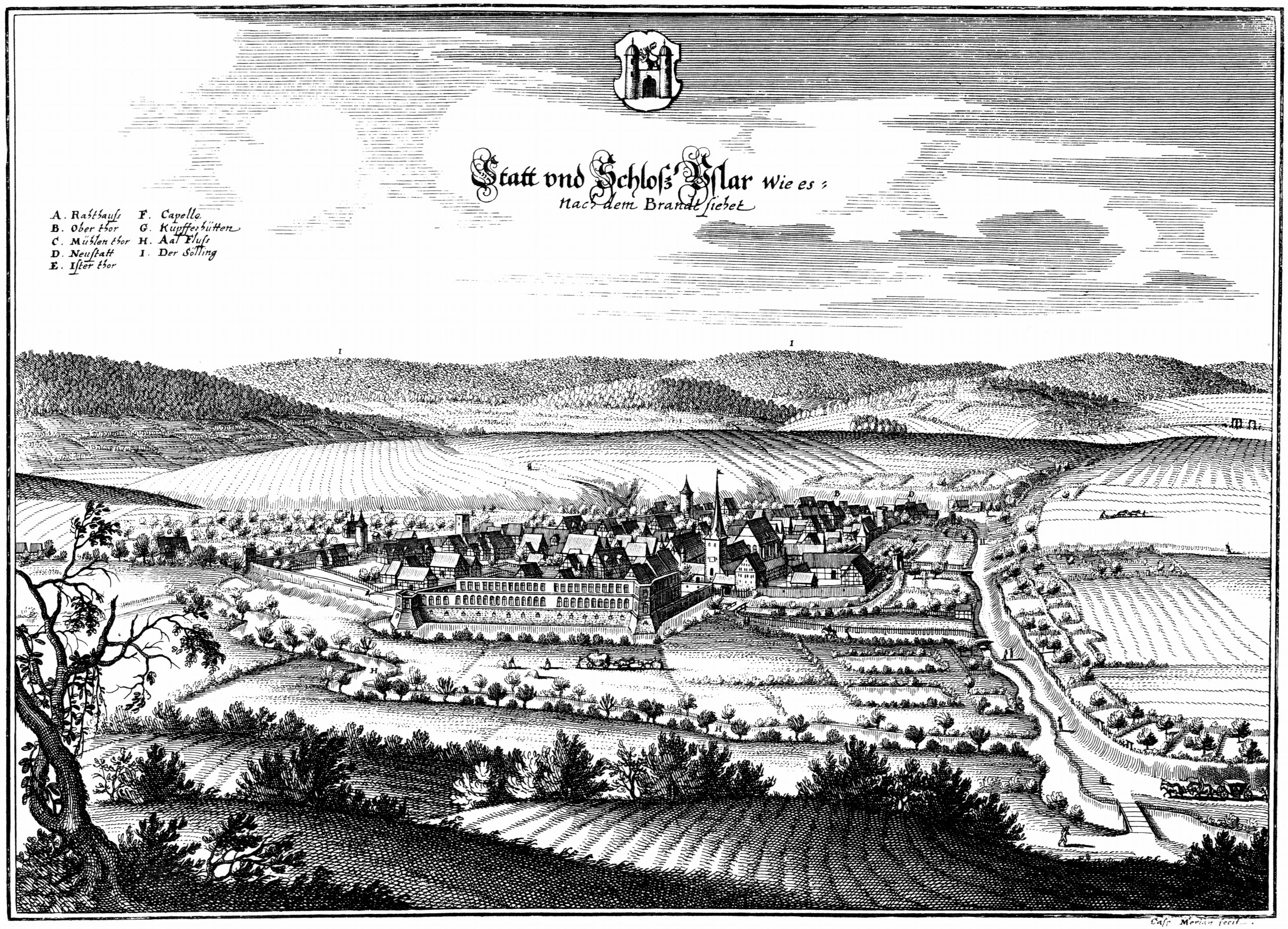
Uslar en zijn kasteel na de stadsbrand van 1641 (Merian-ets, 1654)
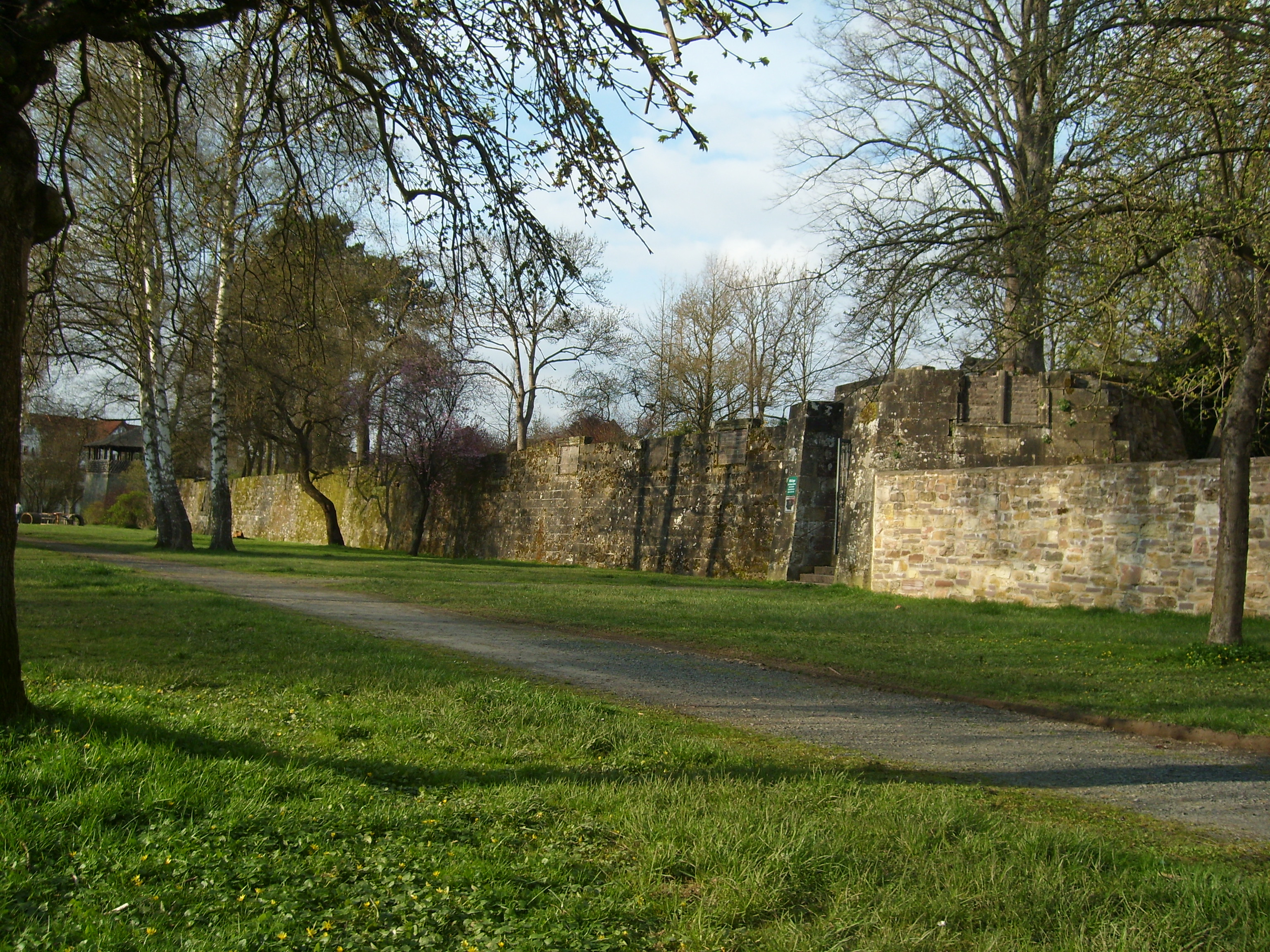
Ruïne van het in 1612 afgebrande kasteel Freudenthal te Uslar
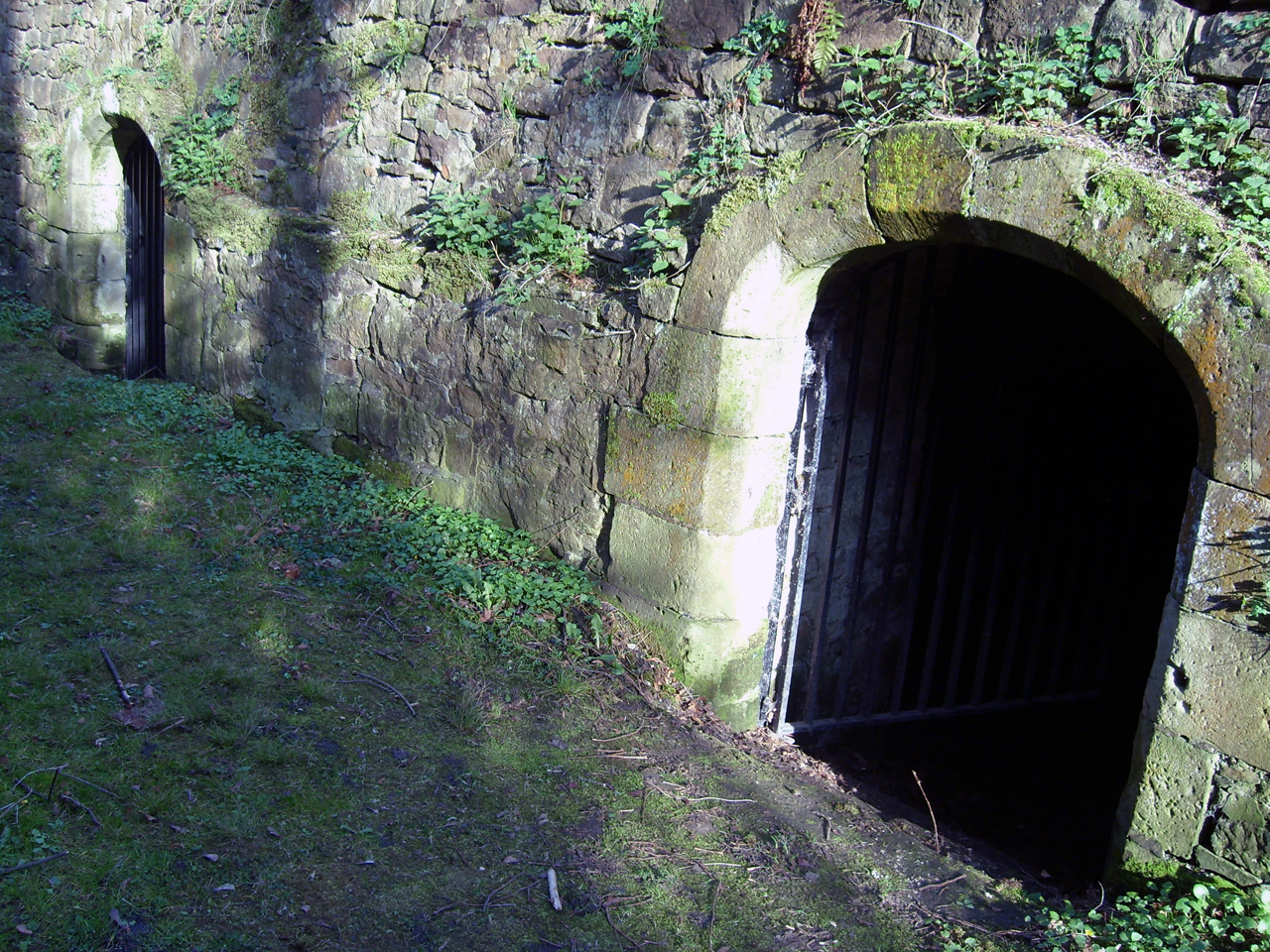
Ingang gewelven onder het kasteel

In 1565 liet  hertog Erik II van Brunswijk-Calenberg-Göttingen het kasteel  Freudenthal van Uslar bouwen, en een aantal huizen van het stadje afbreken, waarvan de bewoners naar de nieuwe wijk Neustadt verhuisden, maar hertog Erik bewoonde Freudenthal vrijwel nooit.
De Dertigjarige Oorlog (1618-1648) trof Uslar zo zwaar, dat het stadje daarvan nooit volledig herstelde, en tot de 19e eeuw sterk in belang afnam. Na de val van Napoleon Bonaparte kwam het in het Koninkrijk Hannover, en na 1866 in Pruisen en vanaf 1871 in het Duitse Keizerrijk te liggen. De streek, waar Uslar in ligt, kende reeds vanaf de 15e eeuw enige smederijen (kruisbogen) en vanaf de 17e eeuw ambachtelijke glasproductie. De boeren en boerinnen verdienden vanaf de 18e eeuw bij door thuis textiel te produceren. Deze laatste nijverheid verdween in het midden van de 19e eeuw, wat velen ertoe bracht, de armoede te ontvluchten en naar Amerika te emigreren. Ook werkten veel jonge mannen uit dit gebied in de winter elders, o.a. als hannekemaaiers in Nederland. Ten slotte heeft vanaf de 18e eeuw tot rond 1910 nog fabricage van Goudse pijpen bestaan. Men exporteerde in de 19e en vroege 20e eeuw dergelijke pijpen naar de Verenigde Staten. De pijpen waren voorzien van met de hand geschilderde zwart-wit-portretjes van Amerikaanse presidenten. In 1874, na de opening van het spoorwegstation, trad een krachtig economisch herstel in. Uslar en omgeving waren enige decennia een mijnbouw- en industriegebied. Er werd bij Volpriehausen kali en bruinkool gedolven, en er was een veelzijdige, ook zware,  metaalindustrie. In 1970 had Uslar-stad ruim 7.300 inwoners, tegen minder dan 5.500, na decennia van economische teruggang, in 2020.
In het nabij grote bossen gelegen Uslar, waar hout altijd in overvloed beschikbaar was, bestond verder reeds in de late 19e eeuw een kleinschalige, en vanaf circa 1920 tot aan het begin van de 21e eeuw een belangrijke meubelindustrie. In de jaren zestig van de 20e eeuw werkten er 2.800 mensen in deze branche. Door buitenlandse concurrentie is deze bedrijfstak in de periode vanaf 1970 nagenoeg geheel verloren gegaan.

## Bezienswaardigheden, natuurschoon

### Natuurschoon
- Direct aan de zuidrand van het stadje ligt een bosachtig park (Eichwald) met een aantal grote, zeer oude eiken en beuken.
- Het berggebied Solling (zie: Wezerbergland) in de directe omgeving van Uslar biedt tal van mogelijkheden voor mountainbike-, fiets- en wandeltochten, ook meerdaagse. Zo kan men naar de uitzichttoren op de top van de 444 meter hoge Strutberg wandelen, die ongeveer 7 km ten noordwesten van het stadje ligt. Nog hoger is  de Große Steinberg in de Solling (491 m), afhankelijk van de gekozen route 7-11 km ten noorden van Uslar.
- Ten zuidoosten van Uslar ligt een kleinere heuvelrug, Staatsforst Uslar, met de 461 m hoge Bramberg als hoogste punt. Deze heuvel ligt circa 7 km ten oosten van Verliehausen en 9 km ten zuiden van Volpriehausen.
- Door de gemeente lopen enige beken (Schwülme, Rehbach e.a.), waarvan de dalen, voor zover deze toegankelijk zijn, aardige doorkijkjes bieden, vooral in de nabijheid van een van de watermolens.

### Bezienswaardige gebouwen e.d.
- Het in 1476 gebouwde stadhuis, met middeleeuwse kelder (trouwlocatie)
- Diverse oude vakwerkhuizen in het centrum van Uslar
- De in 1845 onder architectuur van Georg Ludwig Friedrich Laves gebouwde, evangelisch-lutherse, Sint-Janskerk, met 13e-eeuwse toren en binnen een 15e- of 16e-eeuws altaarstuk
- Het in een fraai vakwerkhuis ondergebrachte streekmuseum van Uslar heeft als bijzonderheid een verzameling zgn. dodenkronen. Deze werden in de 19e eeuw gebruikt bij begrafenissen. Dit gebruik kwam slechts in ongeveer 5 streken van Duitsland voor, waaronder  de regio Uslar-Northeim.
- Het stationsgebouw op Station Uslar is niet meer als zodanig in gebruik, maar dient als cultureel centrum, vooral gericht op jongeren (kleine popconcerten, dansavonden e.d.).

## Galerij

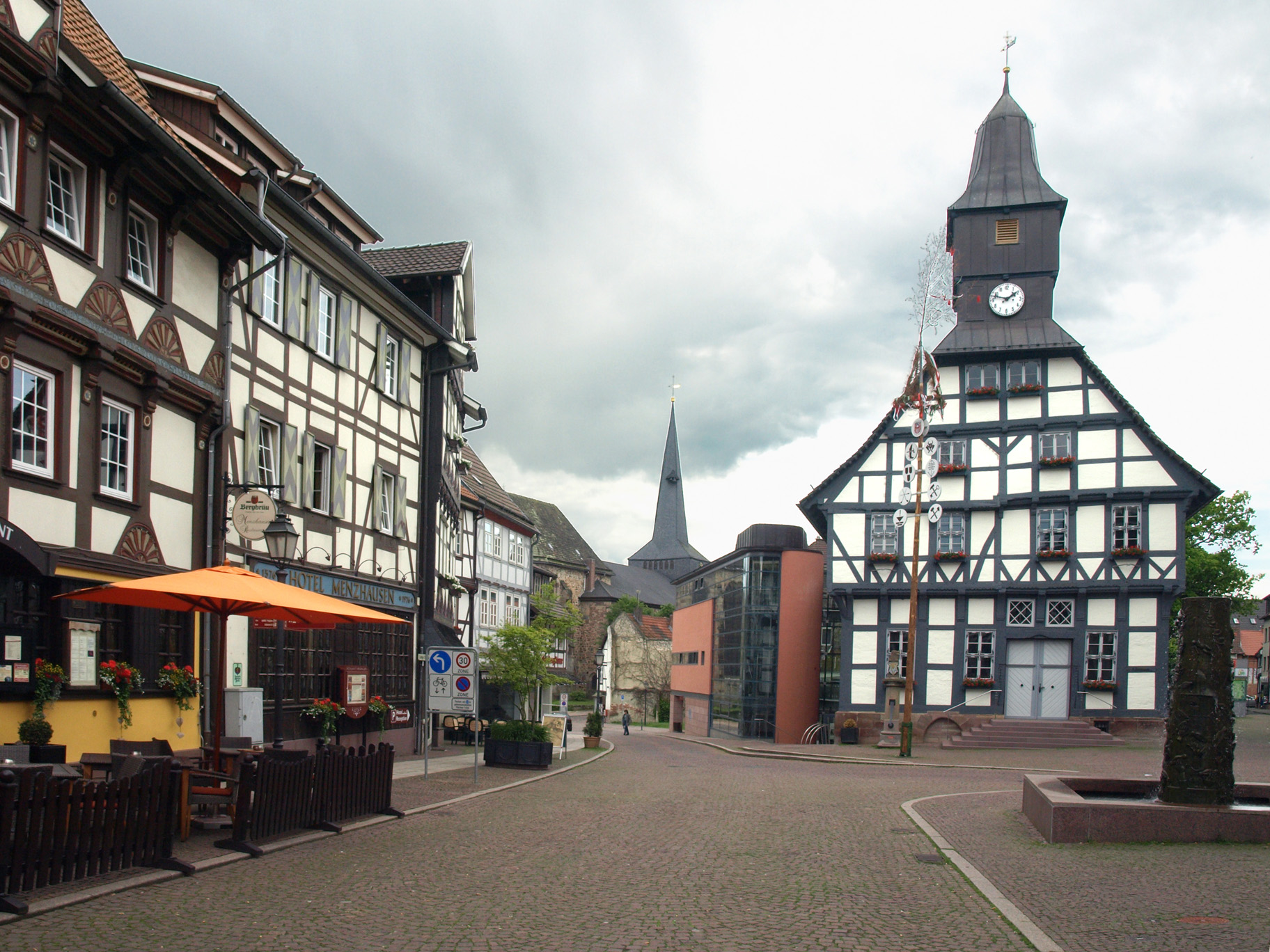
Uslar, Lange Straße, oude raadhuis
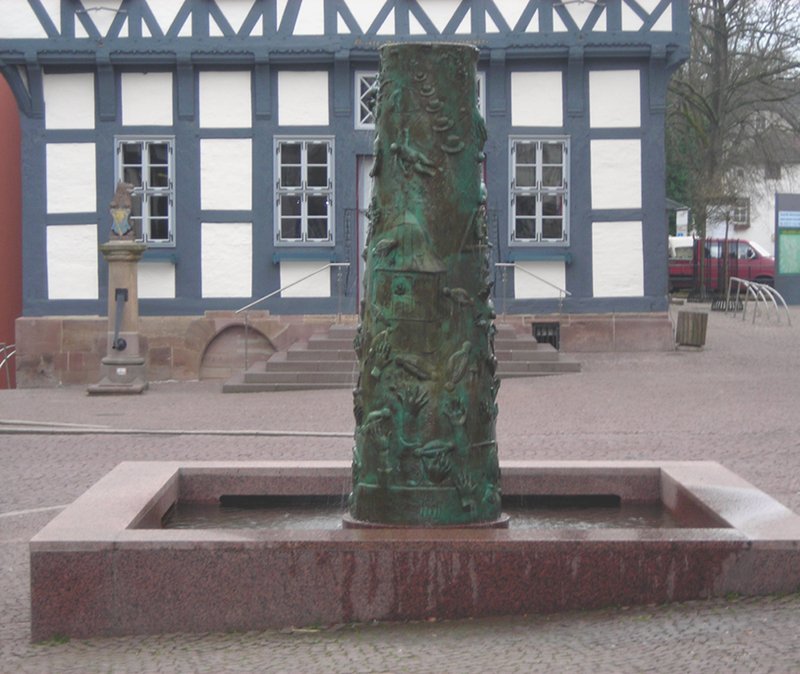
De Spenneweih-fontein voor het stadhuis
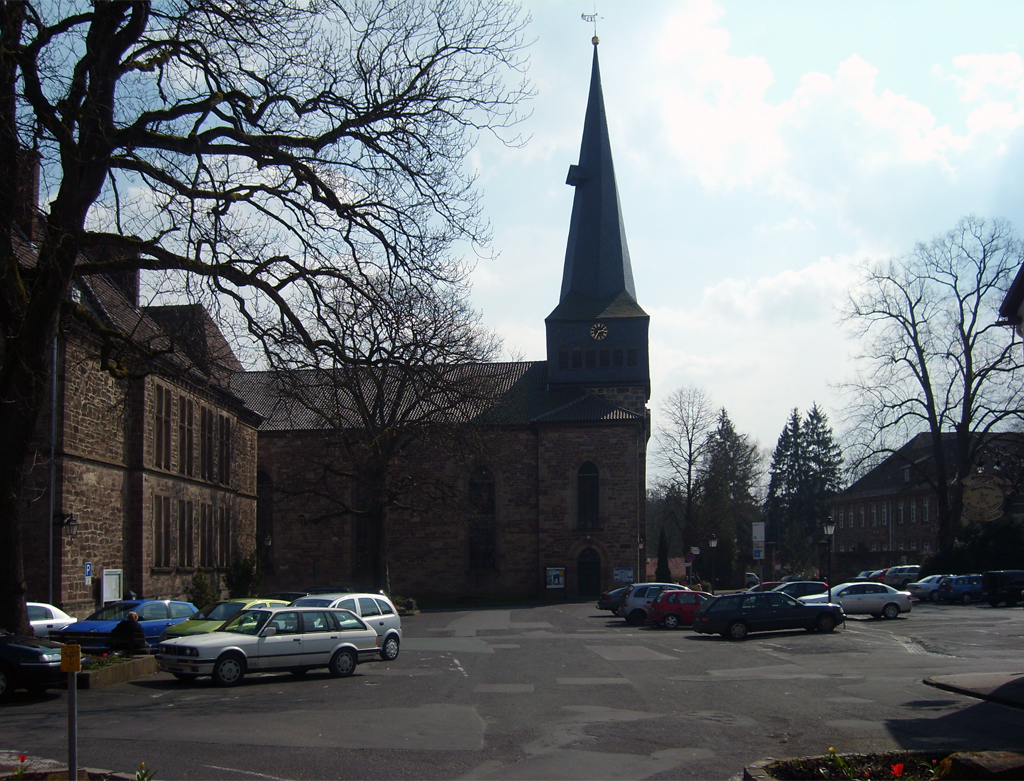
Sint-Jan met de gedraaide toren in Uslar
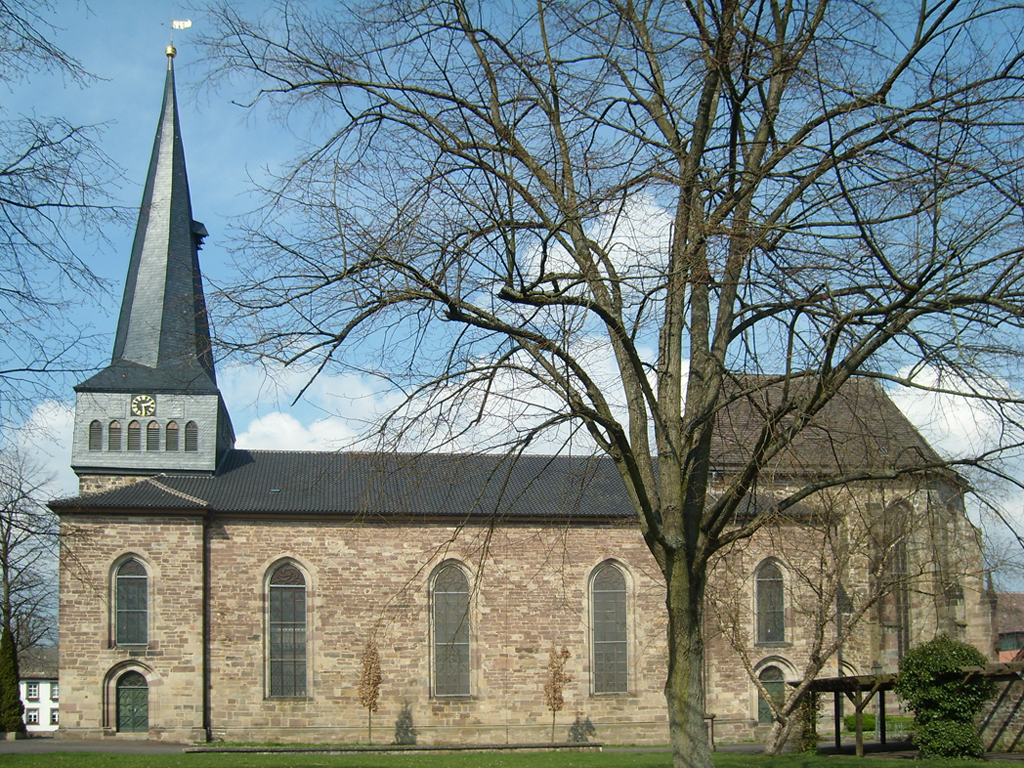
Sint-Janskerk (2)
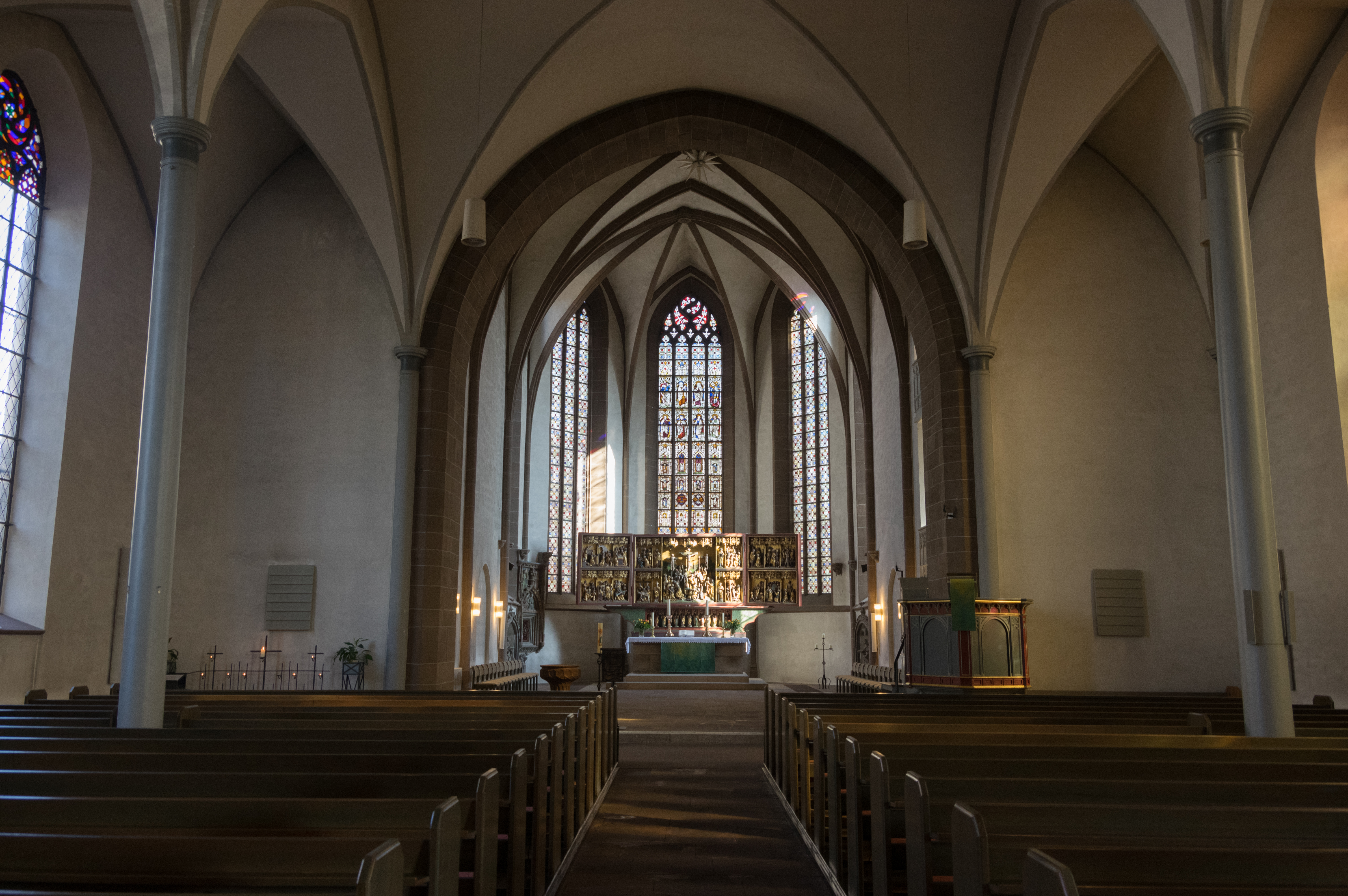
Altaar in deze kerk
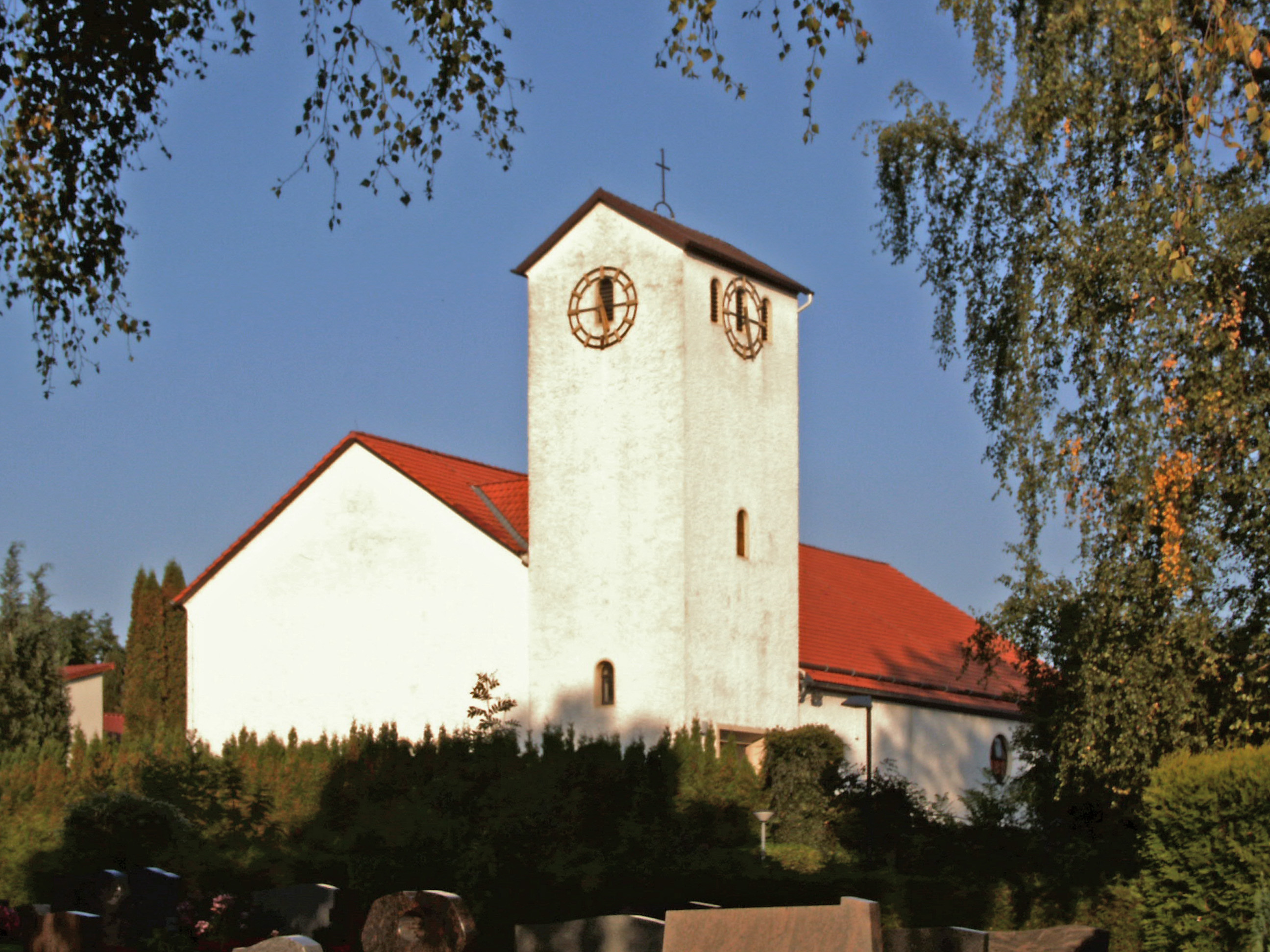
St. Conrad-van-Parzhamkerk
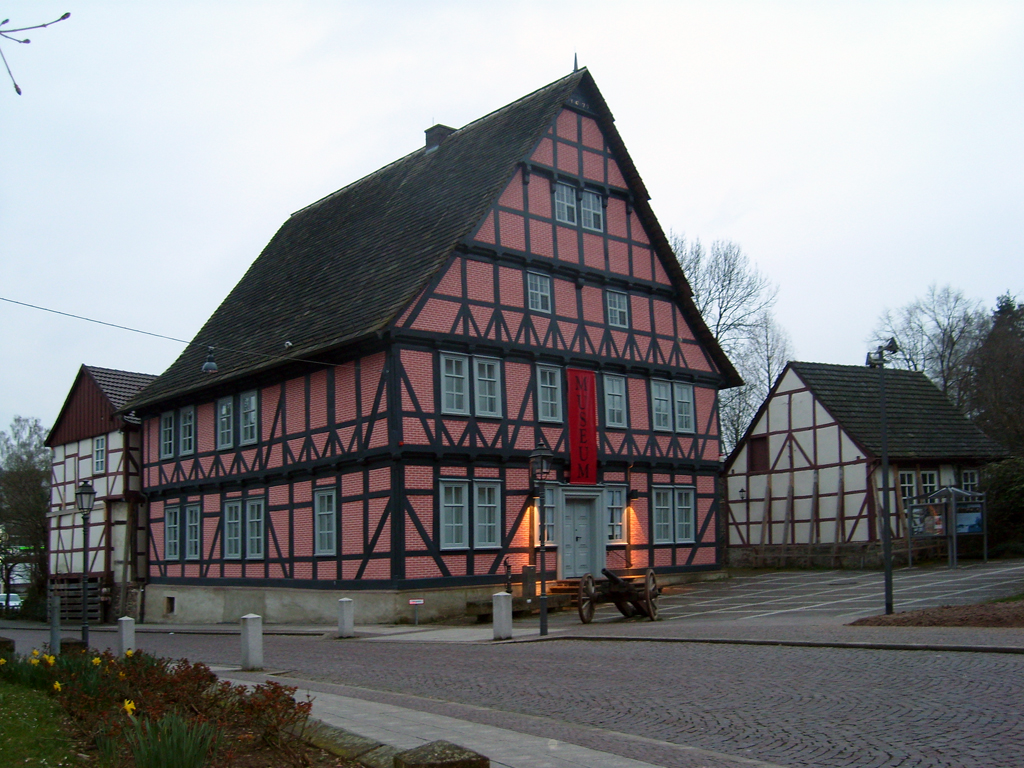
Het museum van Uslar
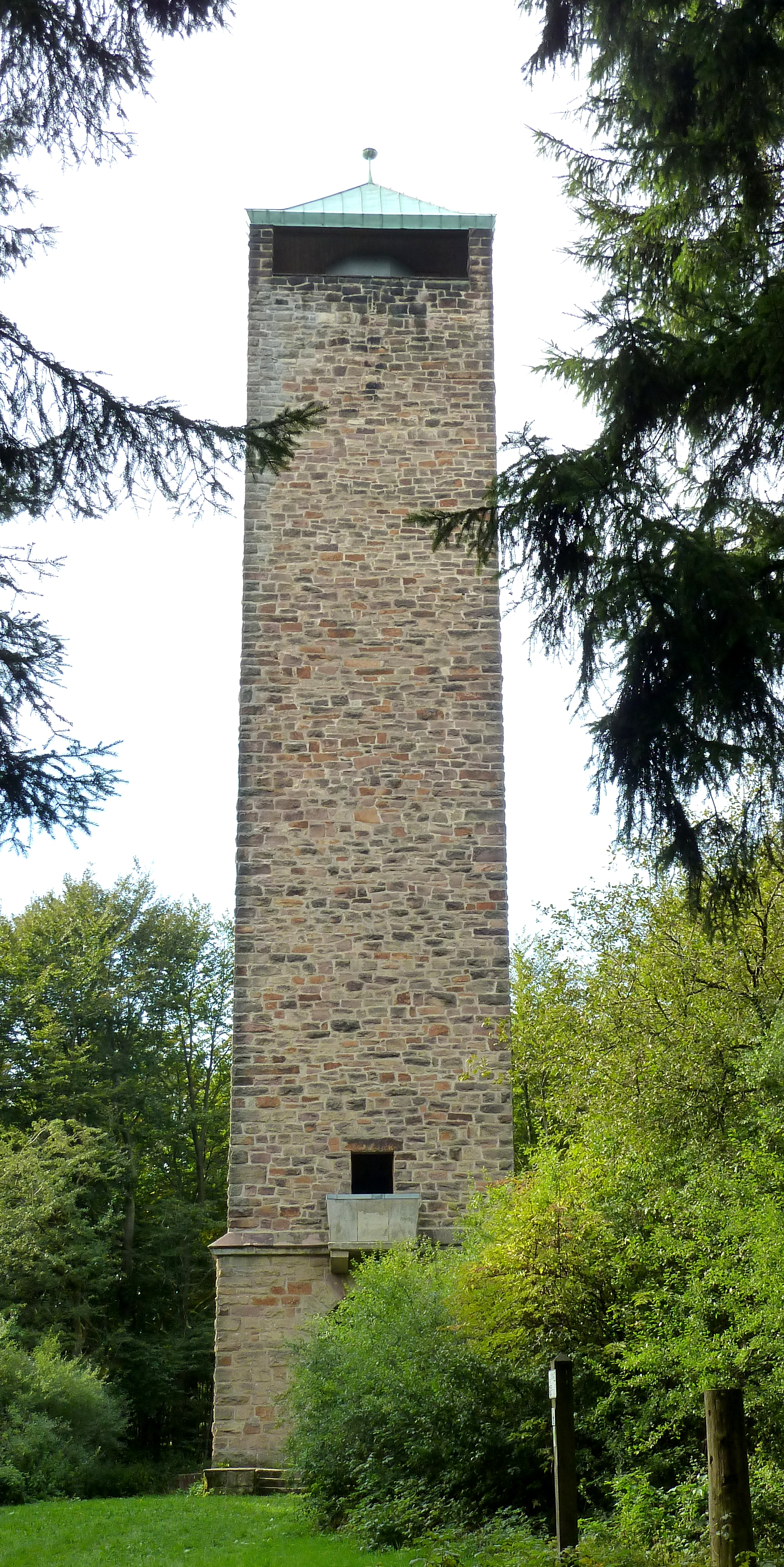
Uitzichttoren Sollingturm op de Strutberg ten NW van de stad
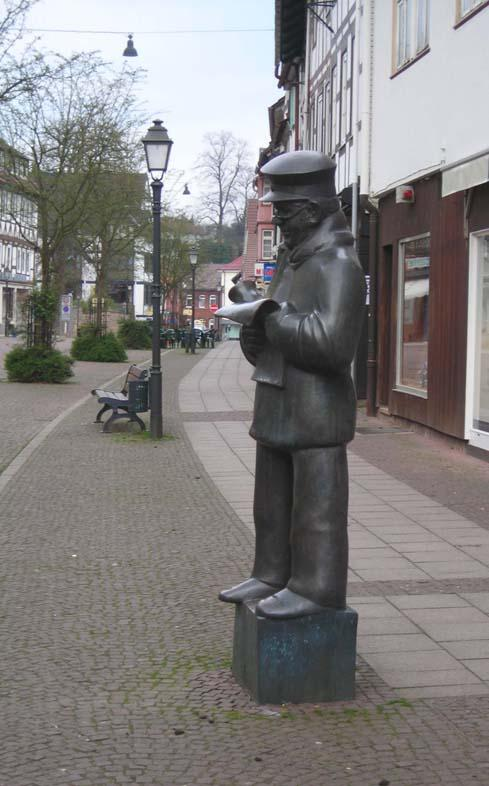
Standbeeld van de redenaar Bode
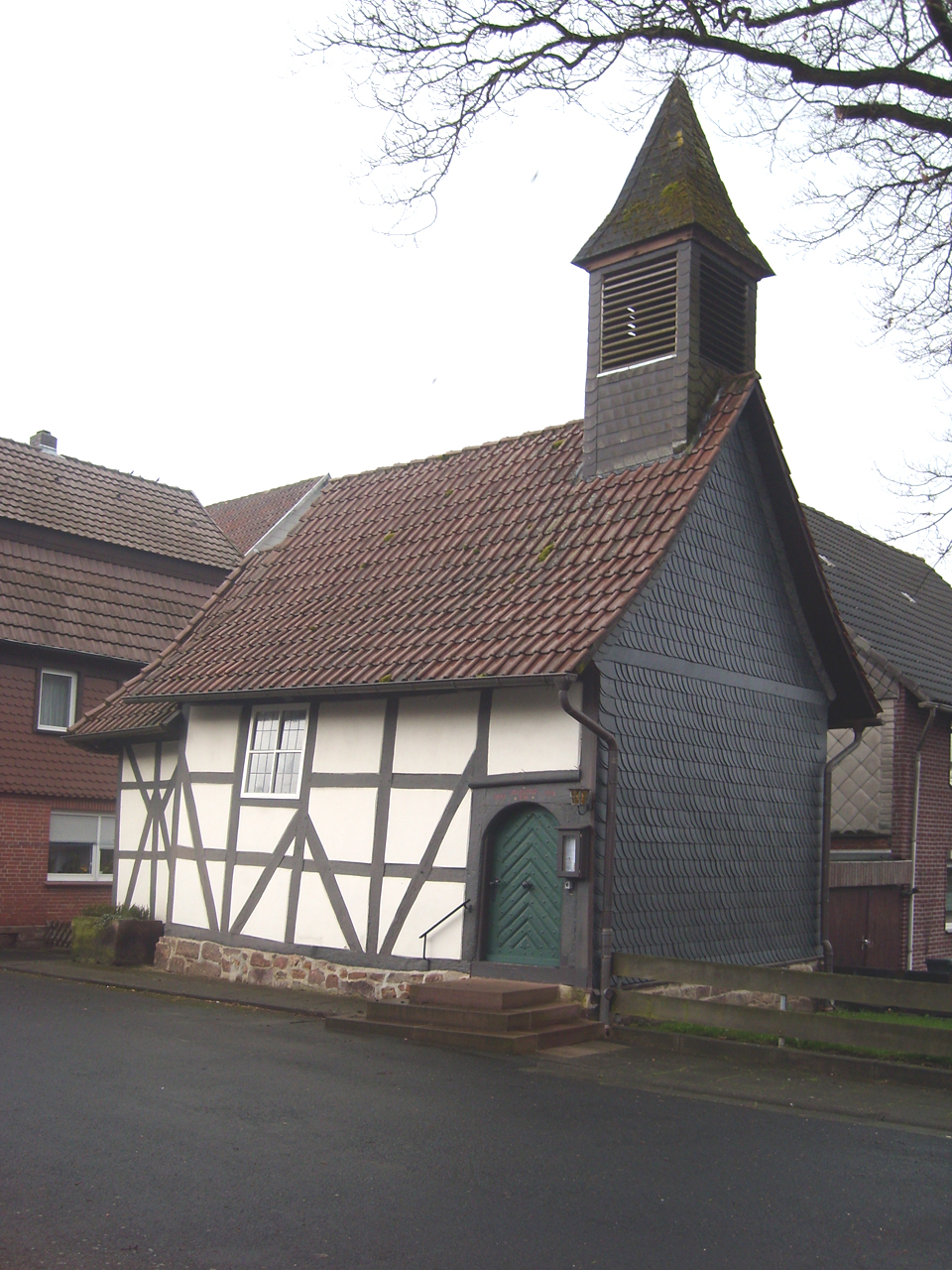
Kapel te Allershausen
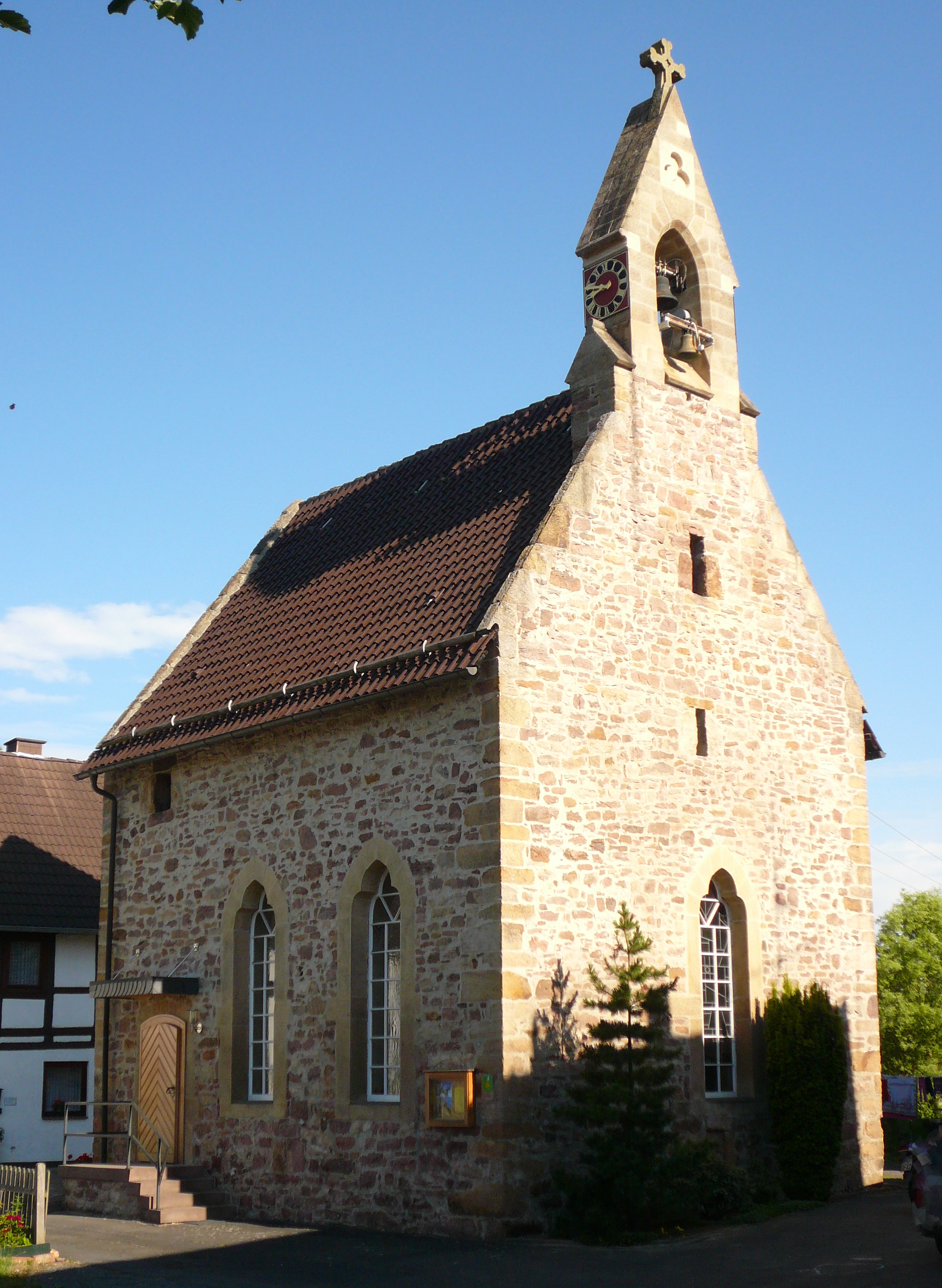
Kapel te Verliehausen
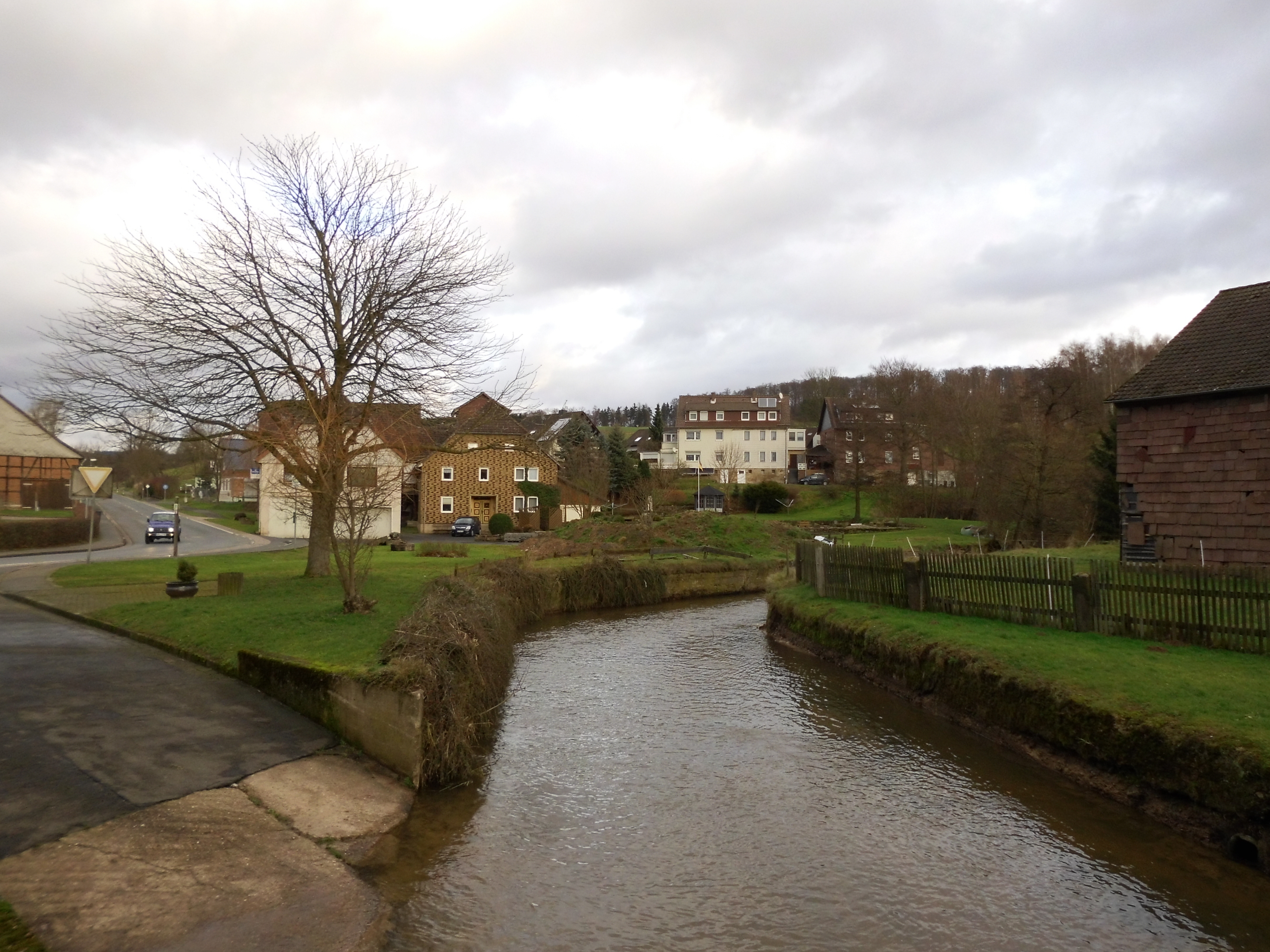
De Rehbach  bij Vollensen

## Partnergemeente
Er bestaat een jumelage met Człuchów (tot 1945 Schlochau geheten) in Polen.

## Belangrijke personen in relatie tot de gemeente
- Georg Ludwig Friedrich Laves (* 17 december 1788 in Uslar; † 30 april 1864 in Hannover), architect, van 1815-1859 actief, drukte zijn stempel op de architectuur in het Koninkrijk Hannover in de eerste helft van de 19e eeuw